# Endiandra ochracea
Endiandra ochracea är en lagerväxtart som beskrevs av André Joseph Guillaume Henri Kostermans. Endiandra ochracea ingår i släktet Endiandra och familjen lagerväxter. Inga underarter finns listade i Catalogue of Life.